# Roger Gilson
Roger Gilson (* 19. September 1947 in Dudelange; † 18. Januar 1995 in Dippach) war ein luxemburgischer Radrennfahrer.  

## Sportliche Laufbahn
1965 wurde Roger Gilson luxemburgischer Junioren-Meister im Straßenrennen. 1967 und 1969 gewann er das luxemburgische Radrennen Flèche du Sud und 1971 Rund um Köln. 1968 startete er im olympischen Straßenrennen  bei den Olympischen Spielen in Mexiko-Stadt und belegte Platz 65. Bei den UCI-Straßen-Weltmeisterschaften 1966 auf dem Nürburgring belegte er im Straßenrennen der Amateure den 54. Platz. Mit dem Vierer kam er im Mannschaftszeitfahren auf den 15. Platz. 
Von 1969 bis 1980 war Gilson mit einer Unterbrechung (1970 und 1971 fuhr wieder als Amateur) Profi-Rennfahrer. In diesen Jahren wurde er viermal luxemburgischer Meister im Straßenrennen sowie einmal, 1977, im Querfeldeinrennen. Zweimal – 1969 und 1973 – startete Gilson bei der Tour de France, gab aber beide Male frühzeitig auf. Zum Ende seiner Laufbahn bestritt Gilson überwiegend Querfeldeinrennen. Hierbei errang er auch am 2. März 1980 in Esch an der Alzette seinen letzten Sieg als Radsportler. Gilson starb während des Trainings mit Freunden in der Sporthalle von Schouweiler an einem Herzinfarkt.

## Ehrungen
Jährlich wird in Luxemburg das Jedermannrennen Randonnée Roger Gilson von seinem ehemaligen Verein Vélo Loisirs Dudelange organisiert.